# Zauberer der Liebe
Zauberer der Liebe (Alternativtitel: Liebestournée, Originaltitel: Eternally Yours) ist ein Melodram mit Elementen der Komödie von United Artists aus dem Jahr 1939. Regisseur des Films ist Tay Garnett, der den Film auch zusammen mit dem ungenannten Walter Wanger produzierte. Der Film basiert auf einem Drehbuch von C. Graham Baker und Gene Towne. Hauptdarsteller sind Loretta Young und David Niven. Filmkomponist Werner Janssen erhielt eine Oscar-Nominierung.

## Handlung
Anital Halstead besucht nach ihrer Brautparty anlässlich ihrer geplanten Hochzeit mit Don Burns eine Vorstellung des Zauberkünstlers Tony, genannt „The Great Arturo“. Die beiden verlieben sich ineinander und heiraten auf der Stelle. Anschließend wird sie seine Assistentin.
Eines Abends betrinkt sich Tony in Anwesenheit einer weiblichen Journalistin und gibt damit an, er könne aus einem in einer Höhe 4.600 Meter fliegenden Flugzeug mit Handschellen hinter seinem Rücken gefesselt herabspringen. Als die Journalistin diese tollkühne Behauptung abdruckt und er gezwungen ist, den Stunt auszuführen, versucht er zunächst, sich mit einem falschen Arm zu retten, doch als er die erwartungsvollen Fans sieht, führt er den Stunt durch. Er befreit sich aus den Handschellen und landet sicher mit dem Fallschirm. Anschließend verspricht er Anita, nie wieder so etwas Waghalsiges zu unternehmen, bricht dieses Versprechen jedoch kurz darauf und beginnt, mit der Nummer auf der ganzen Welt zu touren.
Anita jedoch will sesshaft werden und eine Familie gründen. Heimlich verkauft sie ihren Schmuck und lässt in Connecticut ein Haus auf dem Land bauen. Als es fertiggestellt ist, zeigt sie Tony ein Bild davon, aber da er nur Desinteresse zeigt, verschweigt sie ihm, dass es ihres ist. Als Tony schließlich auch noch einen Zweijahresvertrag unterschreibt, gibt sie auf. Sie lässt sich in Reno scheiden. Es ist Anitas Großvater, Bischof Peabody, der Tony die schlechte Nachricht überbringt.
Auf einer Kreuzfahrt mit ihrer Tante Abby trifft sie unvermittelt ihren ehemaligen Verlobten Don. Sie lässt sich noch auf der Kreuzfahrt vom Kapitän des Schiffes trauen. Durch eine Verwicklung der Umstände verbringt sie jedoch die Hochzeitsnacht bei ihrem Großvater. Am nächsten Tag will Don sie seinem Boss, dem Nachtclubbesitzer Harley Bingham vorstellen. An diesem Tag tritt dort jedoch The Great Arturo mit seiner alten Assistentin Lola De Vere auf. Sehr zu Anitas Missfallen überzeugt er Bingham, in einem seiner Hotels aufzutreten.
Derweil hat auch Binghams Frau ein Dilemma. Sie haben nicht genug Zimmer gebucht, um Tony und Lola gemäß den Sittengesetzen getrennt unterzubringen. Sie beschließen, Tony und Dan sowie Anita und Lola gemeinsam unterzubringen. Tony versucht während des Aufenthalts Anita zurückzugewinnen, scheitert jedoch. Derweil wird Don krank und muss einen Monat lang das Bett hüten.
Bischof Peabody wird informiert, dass die Scheidung zwischen Tony und Anita illegal war, die beiden also noch gesetzlich miteinander verheiratet sind, so dass Dons Heirat mit Anita ungültig ist. Am selben Tag, als Anita davon erfährt, will Tony seinen berühmten Stunt aufführen. Doch er hat den Dietrich in einem anderen Flugzeug vergessen. Er führt den Stunt dennoch aus, kann sich aber nur gefährlich nahe am Boden befreien. Er fällt ins Wasser und wird bewusstlos zum Ufer gebracht. Nachdem er wieder zur Besinnung gekommen ist, hastet Anita zu seiner Seite. Die beiden sind wieder vereint und ziehen in ihr Haus in Connecticut.

## Hintergrund
Eigentlich wollte der Produzent Walter Wanger das Theaterstück L’illusioniste von Sacha Guitry verfilmen, das auf der wahren Geschichte der Illusionskünstler Émile Isola und Vincent Isola beruhte. Dies war der Produktionsgesellschaft jedoch zu riskant. Die beiden Drehbuchautoren Gene Towne und G. Graham Baker machten daher so viele Veränderungen, das Wanger das Drehbuch ohne Nennung von Guitry verfilmen konnte. Wanger ließ Aufnahmen des Films Trade Winds (1938) und der 1939 New York World’s Fair verwenden. Paul LePaul, ein berühmter Zauberkünstler war technischer Berater des Films und hatte einen Cameo-Auftritt als Kartentrickkünstler.
Der Film kostete 790.878 US-Dollar und war an den Kinokassen nicht sehr erfolgreich. Er erwirtschaftete einen Verlust von 200.281 United States Dollar.
Für Loretta Young war es der erste Film nach ihrem Vertragsende mit 20th Century Fox. Mit Wanger hatte sie bereits 1935 bei Shanghai (1935) zusammengearbeitet. Die Flugkunststücke wurden von Paul Mantz durchgeführt.
Die US-amerikanische Version des Films ist mittlerweile in den Vereinigten Staaten Public Domain und kann im Internet Archive angesehen werden.